# Christian Schuchardt (Politiker)
Christian Schuchardt (* 29. Januar 1969 in Frankfurt am Main) ist ein deutscher Kommunalpolitiker (CDU). Er war von 2014 bis 2025 Oberbürgermeister von Würzburg. Seit 2025 ist er in Personalunion Hauptgeschäftsführer des Deutschen Städtetags und des Städtetags Nordrhein-Westfalen.

## Leben
Schuchardt wurde 1969 als Sohn eines Chemikers und einer Ärztin geboren und wuchs in Dreieich auf. Nach dem Abitur leistete er 1988 seinen Wehrdienst und begann anschließend eine Lehre bei der Hessischen Landesbank in Frankfurt. Gleichzeitig engagierte er sich politisch und wurde für die CDU in den Stadtrat von Dreieich gewählt. Nach Abschluss der Lehre begann Schuchardt ein Studium der Verwaltungswissenschaften in Konstanz. 1995 kehrte er als Diplom-Verwaltungswissenschaftler zur Helaba zurück. Er stieg zum stellvertretenden Abteilungsleiter und Prokuristen auf und war für die Kreditvergaben an die Kommunen zuständig.
2004 wechselte er als Kämmerer in das Rathaus der Stadt Schwerte im Ruhrgebiet, 2007 wurde er Kämmerer in Würzburg. Bei der Wahl zum Oberbürgermeister am 16. März 2014 trat Schuchardt als gemeinsamer Kandidat von CSU, FDP und Würzburger Liste an. In einer Stichwahl am 30. März 2014 gewann er mit einer absoluten Mehrheit von 55,73 % der abgegebenen Stimmen.
Er ist der erste CDU-Oberbürgermeister einer bayerischen Großstadt. Bei der Oberbürgermeisterwahl am 15. März 2020 trat Schuchardt für eine weitere Amtszeit von sechs Jahren an. Er wurde im ersten Wahlgang mit rund 52 % der abgegebenen Stimmen wiedergewählt.
Schuchardt war von 2020 bis 2025 Mitglied im Hauptausschuss des Deutschen Städtetages.
Ende Juni 2025 legte er sein Amt als Oberbürgermeister nieder. Ihm folgte Martin Heilig nach. Am 1. Juli 2025 wurde er Hauptgeschäftsführer des Deutschen und des Nordrhein-Westfälischen Städtetages.

## Familie
Christian Schuchardt war von 2010 bis 2015 mit der Schwedin Åsa Petersson verheiratet. Von Anfang 2018 bis 2021 war Schuchardt mit der Journalistin und Buchautorin Eva-Maria Bast liiert und hat mit ihr einen Sohn.